# Danh sách tiểu hành tinh: 19401–19500
| Tên                 | Tên đầu tiên | Ngày phát hiện      | Nơi phát hiện | Người phát hiện |
| ------------------- | ------------ | ------------------- | ------------- | --------------- |
| 19401 -             | 1998 ES11    | 1 tháng 3 năm 1998  | La Silla      | E. W. Elst      |
| 19402 -             | 1998 EG14    | 1 tháng 3 năm 1998  | La Silla      | E. W. Elst      |
| 19403 -             | 1998 FA1     | 18 tháng 3 năm 1998 | Kitt Peak     | Spacewatch      |
| 19404 -             | 1998 FO5     | 24 tháng 3 năm 1998 | Woomera       | F. B. Zoltowski |
| 19405 -             | 1998 FT8     | 21 tháng 3 năm 1998 | Kitt Peak     | Spacewatch      |
| 19406 -             | 1998 FM10    | 24 tháng 3 năm 1998 | Caussols      | ODAS            |
| 19407 Standing Bear | 1998 FG11    | 25 tháng 3 năm 1998 | Lime Creek    | R. Linderholm   |
| 19408 -             | 1998 FM11    | 22 tháng 3 năm 1998 | Oizumi        | T. Kobayashi    |
| 19409 -             | 1998 FA12    | 24 tháng 3 năm 1998 | Haleakala     | NEAT            |
| 19410 Guisard       | 1998 FW14    | 26 tháng 3 năm 1998 | Caussols      | ODAS            |
| 19411 Collinarnold  | 1998 FJ22    | 20 tháng 3 năm 1998 | Socorro       | LINEAR          |
| 19412 -             | 1998 FC24    | 20 tháng 3 năm 1998 | Socorro       | LINEAR          |
| 19413 Grantlewis    | 1998 FB30    | 20 tháng 3 năm 1998 | Socorro       | LINEAR          |
| 19414 -             | 1998 FP32    | 20 tháng 3 năm 1998 | Socorro       | LINEAR          |
| 19415 Parvamenon    | 1998 FC34    | 20 tháng 3 năm 1998 | Socorro       | LINEAR          |
| 19416 Benglass      | 1998 FM34    | 20 tháng 3 năm 1998 | Socorro       | LINEAR          |
| 19417 Madelynho     | 1998 FG40    | 20 tháng 3 năm 1998 | Socorro       | LINEAR          |
| 19418 -             | 1998 FL49    | 20 tháng 3 năm 1998 | Socorro       | LINEAR          |
| 19419 Pinkham       | 1998 FO49    | 20 tháng 3 năm 1998 | Socorro       | LINEAR          |
| 19420 Vivekbuch     | 1998 FB54    | 20 tháng 3 năm 1998 | Socorro       | LINEAR          |
| 19421 Zachulett     | 1998 FD56    | 20 tháng 3 năm 1998 | Socorro       | LINEAR          |
| 19422 -             | 1998 FV56    | 20 tháng 3 năm 1998 | Socorro       | LINEAR          |
| 19423 Hefter        | 1998 FD58    | 20 tháng 3 năm 1998 | Socorro       | LINEAR          |
| 19424 Andrewsong    | 1998 FH61    | 20 tháng 3 năm 1998 | Socorro       | LINEAR          |
| 19425 Nicholasrapp  | 1998 FW61    | 20 tháng 3 năm 1998 | Socorro       | LINEAR          |
| 19426 Leal          | 1998 FP65    | 20 tháng 3 năm 1998 | Socorro       | LINEAR          |
| 19427 -             | 1998 FJ66    | 20 tháng 3 năm 1998 | Socorro       | LINEAR          |
| 19428 Gracehsu      | 1998 FU66    | 20 tháng 3 năm 1998 | Socorro       | LINEAR          |
| 19429 Grubaugh      | 1998 FD69    | 20 tháng 3 năm 1998 | Socorro       | LINEAR          |
| 19430 Kristinaufer  | 1998 FO69    | 20 tháng 3 năm 1998 | Socorro       | LINEAR          |
| 19431 -             | 1998 FS70    | 20 tháng 3 năm 1998 | Socorro       | LINEAR          |
| 19432 -             | 1998 FL71    | 20 tháng 3 năm 1998 | Socorro       | LINEAR          |
| 19433 Naftz         | 1998 FG72    | 20 tháng 3 năm 1998 | Socorro       | LINEAR          |
| 19434 Bahuffman     | 1998 FD75    | 24 tháng 3 năm 1998 | Socorro       | LINEAR          |
| 19435 -             | 1998 FN75    | 24 tháng 3 năm 1998 | Socorro       | LINEAR          |
| 19436 Marycole      | 1998 FR76    | 24 tháng 3 năm 1998 | Socorro       | LINEAR          |
| 19437 Jennyblank    | 1998 FQ79    | 24 tháng 3 năm 1998 | Socorro       | LINEAR          |
| 19438 Khaki         | 1998 FF83    | 24 tháng 3 năm 1998 | Socorro       | LINEAR          |
| 19439 Allisontjong  | 1998 FB91    | 24 tháng 3 năm 1998 | Socorro       | LINEAR          |
| 19440 Sumatijain    | 1998 FN103   | 31 tháng 3 năm 1998 | Socorro       | LINEAR          |
| 19441 Trucpham      | 1998 FJ105   | 31 tháng 3 năm 1998 | Socorro       | LINEAR          |
| 19442 Brianrice     | 1998 FM106   | 31 tháng 3 năm 1998 | Socorro       | LINEAR          |
| 19443 Yanzhong      | 1998 FE109   | 31 tháng 3 năm 1998 | Socorro       | LINEAR          |
| 19444 Addicott      | 1998 FT109   | 31 tháng 3 năm 1998 | Socorro       | LINEAR          |
| 19445 -             | 1998 FE112   | 31 tháng 3 năm 1998 | Socorro       | LINEAR          |
| 19446 Muroski       | 1998 FX113   | 31 tháng 3 năm 1998 | Socorro       | LINEAR          |
| 19447 Jessicapearl  | 1998 FD114   | 31 tháng 3 năm 1998 | Socorro       | LINEAR          |
| 19448 Jenniferling  | 1998 FJ122   | 20 tháng 3 năm 1998 | Socorro       | LINEAR          |
| 19449 -             | 1998 FE125   | 24 tháng 3 năm 1998 | Socorro       | LINEAR          |
| 19450 Sussman       | 1998 FF125   | 24 tháng 3 năm 1998 | Socorro       | LINEAR          |
| 19451 -             | 1998 FP125   | 31 tháng 3 năm 1998 | Socorro       | LINEAR          |
| 19452 Keeney        | 1998 FX125   | 31 tháng 3 năm 1998 | Socorro       | LINEAR          |
| 19453 Murdochorne   | 1998 FM126   | 28 tháng 3 năm 1998 | Reedy Creek   | J. Broughton    |
| 19454 Henrymarr     | 1998 FX127   | 25 tháng 3 năm 1998 | Socorro       | LINEAR          |
| 19455 -             | 1998 FJ145   | 24 tháng 3 năm 1998 | Socorro       | LINEAR          |
| 19456 Pimdouglas    | 1998 HU5     | 21 tháng 4 năm 1998 | Caussols      | ODAS            |
| 19457 Robcastillo   | 1998 HE6     | 21 tháng 4 năm 1998 | Caussols      | ODAS            |
| 19458 Legault       | 1998 HE8     | 21 tháng 4 năm 1998 | Les Tardieux  | M. Bœuf         |
| 19459 -             | 1998 HM11    | 18 tháng 4 năm 1998 | Kitt Peak     | Spacewatch      |
| 19460 -             | 1998 HW13    | 18 tháng 4 năm 1998 | Socorro       | LINEAR          |
| 19461 Feingold      | 1998 HZ16    | 18 tháng 4 năm 1998 | Socorro       | LINEAR          |
| 19462 Ulissedini    | 1998 HE20    | 27 tháng 4 năm 1998 | Prescott      | P. G. Comba     |
| 19463 Emilystoll    | 1998 HY29    | 20 tháng 4 năm 1998 | Socorro       | LINEAR          |
| 19464 Ciarabarr     | 1998 HZ29    | 20 tháng 4 năm 1998 | Socorro       | LINEAR          |
| 19465 Amandarusso   | 1998 HA32    | 20 tháng 4 năm 1998 | Socorro       | LINEAR          |
| 19466 Darcydiegel   | 1998 HQ34    | 20 tháng 4 năm 1998 | Socorro       | LINEAR          |
| 19467 Amandanagy    | 1998 HU39    | 20 tháng 4 năm 1998 | Socorro       | LINEAR          |
| 19468 -             | 1998 HO45    | 20 tháng 4 năm 1998 | Socorro       | LINEAR          |
| 19469 -             | 1998 HV45    | 20 tháng 4 năm 1998 | Socorro       | LINEAR          |
| 19470 -             | 1998 HE52    | 30 tháng 4 năm 1998 | Anderson Mesa | LONEOS          |
| 19471 -             | 1998 HK52    | 25 tháng 4 năm 1998 | Woomera       | F. B. Zoltowski |
| 19472 -             | 1998 HL52    | 27 tháng 4 năm 1998 | Woomera       | F. B. Zoltowski |
| 19473 Marygardner   | 1998 HE60    | 21 tháng 4 năm 1998 | Socorro       | LINEAR          |
| 19474 -             | 1998 HJ80    | 21 tháng 4 năm 1998 | Socorro       | LINEAR          |
| 19475 Mispagel      | 1998 HA91    | 21 tháng 4 năm 1998 | Socorro       | LINEAR          |
| 19476 Denduluri     | 1998 HQ94    | 21 tháng 4 năm 1998 | Socorro       | LINEAR          |
| 19477 Teresajentz   | 1998 HB95    | 21 tháng 4 năm 1998 | Socorro       | LINEAR          |
| 19478 Jaimeflores   | 1998 HY96    | 21 tháng 4 năm 1998 | Socorro       | LINEAR          |
| 19479 -             | 1998 HG97    | 21 tháng 4 năm 1998 | Socorro       | LINEAR          |
| 19480 -             | 1998 HJ100   | 21 tháng 4 năm 1998 | Socorro       | LINEAR          |
| 19481 -             | 1998 HX101   | 25 tháng 4 năm 1998 | La Silla      | E. W. Elst      |
| 19482 -             | 1998 HL102   | 25 tháng 4 năm 1998 | La Silla      | E. W. Elst      |
| 19483 -             | 1998 HA116   | 23 tháng 4 năm 1998 | Socorro       | LINEAR          |
| 19484 Vanessaspini  | 1998 HF121   | 23 tháng 4 năm 1998 | Socorro       | LINEAR          |
| 19485 -             | 1998 HC122   | 23 tháng 4 năm 1998 | Socorro       | LINEAR          |
| 19486 -             | 1998 HW122   | 23 tháng 4 năm 1998 | Socorro       | LINEAR          |
| 19487 Rosscoleman   | 1998 HO124   | 23 tháng 4 năm 1998 | Socorro       | LINEAR          |
| 19488 Abramcoley    | 1998 HW125   | 23 tháng 4 năm 1998 | Socorro       | LINEAR          |
| 19489 -             | 1998 HL149   | 25 tháng 4 năm 1998 | La Silla      | E. W. Elst      |
| 19490 -             | 1998 HC150   | 19 tháng 4 năm 1998 | Kitt Peak     | Spacewatch      |
| 19491 -             | 1998 HG153   | 24 tháng 4 năm 1998 | Socorro       | LINEAR          |
| 19492 -             | 1998 JT      | 1 tháng 5 năm 1998  | Haleakala     | NEAT            |
| 19493 -             | 1998 JY1     | 1 tháng 5 năm 1998  | Haleakala     | NEAT            |
| 19494 -             | 1998 KJ8     | 23 tháng 5 năm 1998 | Anderson Mesa | LONEOS          |
| 19495 -             | 1998 KZ8     | 23 tháng 5 năm 1998 | Anderson Mesa | LONEOS          |
| 19496 Josephbarone  | 1998 KC32    | 22 tháng 5 năm 1998 | Socorro       | LINEAR          |
| 19497 Pineda        | 1998 KN32    | 22 tháng 5 năm 1998 | Socorro       | LINEAR          |
| 19498 -             | 1998 KG38    | 22 tháng 5 năm 1998 | Socorro       | LINEAR          |
| 19499 -             | 1998 KR42    | 27 tháng 5 năm 1998 | Anderson Mesa | LONEOS          |
| 19500 Hillaryfultz  | 1998 KF49    | 23 tháng 5 năm 1998 | Socorro       | LINEAR          |